# José Gonçalves de Minas
José Gonçalves de Minas är en kommun i Brasilien.   Den ligger i delstaten Minas Gerais, i den sydöstra delen av landet, 600 km öster om huvudstaden Brasília. Antalet invånare är 4 577.
I omgivningarna runt José Gonçalves de Minas växer i huvudsak städsegrön lövskog. Runt José Gonçalves de Minas är det glesbefolkat, med 12 invånare per kvadratkilometer.